# Percy Jackson és az olimposziak
A Percy Jackson és az olimposziak egy öt kötetből álló fantasy műfajú regénysorozat, amelynek Rick Riordan a szerzője. A regény alapja a görög mitológia. Amerikában a könyvsorozat nagy sikernek örvend. A villámtolvaj, az első kötet adott alapot a Villámtolvaj – Percy Jackson és az olimposziak című filmhez, amely 2010 februárjában debütált világszerte.
A főszereplő, Percy Jackson felfedezi, hogy ő Poszeidón, a tenger istenének fia. Megtudja, hogy a legendás lények a görög mitológiából még mindig léteznek és mindig is léteztek. Beleértve a szörnyek, küklópszok, titánok és a görög istenek, köztük a tizenkét olimposzi, akik az Olümposz lakói, amely jelenleg az Empire State Building misztikus 600. emeletén található. Percyt gyakran támadják meg szörnyek, hiszen a „Három Nagy” egyikének fia. (Zeusz: az istenek királya és az ég istene; Poszeidón: a tenger istene; Hadész az alvilág istene.) Percy találkozik sok fiatal félistennel a Félvér-táborban. Köztük Annabeth Chassel is akivel bár kezdetben nem kedvelik egymást (Annabeth Poszeidón régi ellenségének Athénénak a lánya) de a sorozat végére jóban lesznek.
A könyvsorozat a The New York Times bestseller listáját 155 hétig vezette a gyerekkönyvek kategóriájában.
2020 decemberében az író egy kedvcsináló előzetest tett közzé a TikTokon a könyvsorozat készülő TV-sorozat-adaptációjából, amit a Disney fog gyártani.

## Szereplők

### Pozitív szereplők
- Perseus (Percy) Jackson – félisten, Poszeidón fia, a sorozat főszereplője
- Grover Underwood – szatír, Percy legjobb barátja, feladata a Nagy Pán felkutatása
- Annabeth Chase – félisten, Pallasz Athéné lánya. Különösen intelligens, érdeklődik az építészet iránt
- Thália Grace – félisten, Zeusz lánya. A szörnyek tengere végén tér vissza, majd csatlakozik Artemisz Vadászaihoz. Jászon nővére
- Tyson – küklópsz, Poszeidón révén Percy féltestvére. A második részben tűnik fel és onnantól folyamatosan támogatja Percyt
- Clarisse La Rue – félisten, Árész lánya. Apjához hasonlóan lobbanékony, harcias természetű
- Nico di Angelo – félisten, Hádész fia. A harmadik kötetben ismerhetjük meg a nehéz múlttal rendelkező fiút és nővérét, Biancát
- Bianca di Angelo – félisten, Hádész lánya, Nico nővére. A harmadik részben elhalálozik, mikor eltűnik Talósz testében
- Rachel Elizabeth Dare – halandó, aki átlát a Ködön. A harmadik könyvben szerepel először, később ő lesz Delphi Orákuluma
- Kheirón vagy Mr. Brunner – bölcs kentaur, a hősök halhatatlan edzője
- Dionüszosz vagy Mr. D – A bor és a mulatságok istene. Büntetésből a Félvér tábor vezetője, bár látszólag nem foglalkoztatja a félvérek sorsa
- Sally Jackson – halandó, Percy édesanyja. Imádja a kék szint, néhány más, különleges halandóhoz hasonlóan átlát a Ködön. Szelíd és gondoskodó természetű, de ha szükség van rá, kiáll szeretteiért

### Negatív szereplők
- Kronosz – a titánok ura, aki át akarja venni az istenektől a hatalmat
- Luke Castellan – félisten, Hermész fia. Apja iránti gyűlölete miatt támasztja fel Kronoszt, a titánok urát. A végjátékban belátja tévedését, és feláldozva önmagát megakadályozza Kronosz győzelmét
- Ethan Nakamura – félisten, Nemeszisz fia, akire Percyék a Labirintusban találtak rá. Kronosz követője, aki később megöli, amikor ellene fordul
- Kelli – empusza, aki azt a feladatot kapta, hogy Luke-ot Kronosz oldalán tartsa. Az Olimposz hősei sorozatban jelenik meg

## Cselekmény
|  | Alább a cselekmény részletei következnek! |

### 1. rész: A villámtolvaj
Az első részben megismerkedhetünk Percy Jacksonnal és barátaival. Percy egy hiperaktív, diszlexiás 12 éves, akit eddigi iskoláiból mind eltanácsolták. Percyt megtámadja a szörnnyé változott matematikatanára, akit a Mr. Brunnertől kapott mágikus tollal – ami képes karddá változni – végül is legyőz. Ezután Grover szembesíti Percyt félisteni mivoltával, majd édesanyjával együtt elindulnak a Félvér Táborba, az egyetlen félvérek számára biztonságos helyre. A táborba vezető úton megtámadja őket a Minotaurusz , és a harcban Sally Jacksont összeroppantja a Minotaurusz. Percy ezután végez a szörnnyel, ami eltűnik, csak a szarva marad, mint szuvenír. A táborban megismeri régi mitológiatanárát, Mr. Brunnert, aki valójában Kheirón, egy kentaur. Új barátokra tesz szert Annabeth és Luke személyében, majd sikerül magára haragítania Clarisse-t, Árész lányát. A zászlószerző játék alatt Poszeidón kinyilvánítja, hogy Percy a fia, ezzel igencsak nagy galibát okozva, mert a Nagy Triász (Zeusz, Poszeidón és Hádész) a II. világháború után megfogadta, hogy nem nemz több félistent (ezt Zeusz is megszegte Thália személyében). Hőseink megtudják, hogy isteni háború közeleg, amit egy titokzatos tolvaj robbantott ki azzal, hogy ellopta Zeusz mestervillámát. Az istenek Percyt gyanúsítják, és a nyári napfordulóig adnak haladékot a fegyver visszaadására. Percy barátaival az isteni eszköz visszaszerzésére indulnak. Árész, a hadisten egy feladattal bízza meg hőseinket, akik egy csapdába sétálnak, amit Árésznek és Aphroditének állított Héphaisztosz, a féltékeny férj. A csapda élő adásban közvetítette volna Árészt és Aphroditét, ellenben Percyt és Annabethet hozta igen kínos helyzetbe. A feladat elvégeztével Árész ellátta őket a szükséges felszereléssel, melyek később hasznunkra lehettek az alvilágba vezető úton. Kharón lefizetésével eljutnak az alvilágba, ahol ki kell játszaniuk Kerberoszt, az alvilág kapujának őrét. Az alvilágban találkoztak a lopással vádolt Hádészszel, aki bűnét tagadja, majd meggyanúsítja őket, hogy ellopták isteni sisakját. A beszélgetésből kiderült, hogy milyen drága az alvilág fenntartása, és hogy Kharón nagyon szereti az olasz öltönyöket. Percy hátizsákjából előkerült a sisak (amit Árész csempészett bele), amire Hádész féktelen haragra gerjedt. Hőseink a Poszeidóntól kapott gyöngyökkel menekültek meg, ám mivel csak hármat kaptak, Percy nem tudta megmenteni elveszített édesanyát. Árész ingerülten várta hőseiket, hisz azt várta, hogy az alvilágba vesznek. Percy párbajra hívta Árészt, aki ugyan megölhette volna, ám egy titokzatos erő miatt nem tehette. Hőseink még időben odaértek a tanácskozásra, ahol tisztázták a helyzetet az istenekkel, majd átadták Zeusznak a mestervillámot. Figyelmeztették őket, hogy Kronosz visszatért, és bosszúra éhezik. A táborban hősöknek illő fogadtatásban részesültek. Ám a felhőtlen hangulatot beárnyékolta az a tény, hogy Luke-ot megkörnyékezte Kronosz, és Percy életére tört. Ezt a tényt Annabeth nem tudta elfogadni, hisz gyengéd érzelmeket táplált a fiú iránt. Percy túlélte a skorpió mérgét, ami kis híján végzetes lett számára. A nyár elteltével visszatért édesanyjához, és újra beiratkozott egy új halandó iskolába.

### 2. rész: A szörnyek tengere
Percy megint egy új iskolában kezdi az évet. Az év során egyetlen szörny sem támadja meg, ráadásul talál egy barátot, Tysont. Az év végén Annabeth elmegy Percy iskolájába, vagyis tulajdonképpen menekül. Ott balhéba keverednek néhány szörnnyel, akik fel akarják falni őket. Megmenekülnek, és Tysont is magukkal viszik, mert Annabeth rádöbbenti Percy-t, hogy barátja egy küklópsz. A Félvér-Hegyen csata dúl, amikor odaérnek, Thália fája haldoklik. 
A táborból kirúgják Árgust a biztonsági őrt, és Kheirónt, a hősök edzőjét, aki Annabeth-t bízza meg azzal a feladattal, hogy Percy-t távol tartsa a bajtól. Tantalosz, a tábor új igazgatója bejelenti, újra lesznek szekérversenyek, amire főhőseink be is neveznek. Ám ez a verseny egy kicsit szétszakítja Annabeth-t és Percy-t, a verseny mégis visszatéríti őket egymáshoz. Hatalmas galambhad támad a tábor lakókra, akikről a madarak mind lerágnák az ehető bőrt és húst. Clarisse megnyeri a versenyt, nem foglalkozva a veszéllyel, amit a főhőseink ötletesen leküzdenek. Ám ezt Tantalosz büntetéssel jutalmazza. 
Percy, Tyson és Annabeth büntetése a lávában való tányér mosogatás. És hogyan lettek a tányérok? Clarisse győzelmét nyolcfogásos vacsi követte. Percy bejelenti, tudja mivel lehet meggyógyítani Thália fáját, ám ezt a küldetést Tantalosz Clarisse-nek adja. Percy az éj leple alatt kiszökik a táborhoz közeli partra. Itt találkozik Hermésszel, aki arra sarkalja a fiút, muszáj elmennie a Clarisse-nek szánt küldetésre. El is indul a barátaival, és Poszeidón segítségével feljutnak egy hajóra, ahol eltöltenek egy éjszakát. Utána kiderül, ez itt Luke hajója, és itt készül feléleszteni Kronoszt. A barátokat üldözőbe veszik a hajón ólálkodó szörnyek, majd vészcsónakkal és a Hermésztől kapott egyik varázstárgy segítségével Virginia partjainál kötnek ki. Itt Annabeth mutat menedéket a fiúknak, ezután elküldik Tysont, hogy keressen fánkot a vadon közepén. Talál is egy boltot, a Szörnyen Jó Fánk boltját. Elindulnak az üzlet felé, ahol belebukkannak egy Hidrába. Heves harcba kezdenek, amit Clarisse végez be. Ezután feltessékeli a főszereplőnket és barátait, az apjától kapott hajóra (Clarisse Árész lánya), majd vendégül látja őket. Másnap a Bermuda-háromszög kapujához érnek, a Kharübdisz-hez, és a Szkülla-hoz. A hajójuk nagy veszélyben forok, Tyson próbál segíteni, de a hajóból áramlott a hő, a Kharübdisz szívja a hajót, és a Szkülla is ripityára törte a közlekedéshez szükséges járművet. Mindenki megmenekül, Percy azt hiszi Tyson odaveszett, de az ő segítségére sietett Szivárvány, a tengeri csikó, akit Tyson nevezett el. Ám ezt Percy nem tudta.
A következő megállójuk egy wellness volt, ahol csak nők voltak. Ez volt Kirké búvóhelye. Annabeth-t elküldte szépítkezni, míg Percy-t tengerimalaccá változtatta. Amikor ezt megtudta Annabeth, bevett egy tablettát, ami ugyan csak Hermész ajándéka volt, majd egy csatába bonyolódott Kirkével, de hiába, nem hatottak rá a varázslatok. Annabeth a többi tablettát a tengerimalacok közé borította. Tyson segítségével megszerzik az Aranygyapjút, majd a Félvér Táborba visszatérve Thália fáját meggyógyítják vele, azonban ez nem csak gyógyító hatással lesz a fára, hanem magát Tháliát (Zeusz lánya) is életre kelti.

### 3. rész: A titán átka
Percy Jackson, Annabeth és Thália Groverhez utaznak, aki két különleges félisten gyermeket figyel. Bianca és Nico Di Angelót. Megjelennek a szörnyek, akik persze ráleltek a két félvérre, így Percyéknek meg kell küzdeniük egy igazán különleges teremtménnyel, aki viszont elmenekül és magával viszi Annabethet is. Közben megjelenik Artemisz és a vadászai, akikhez Bianca csatlakozik, így a fogadalom szerint szüzességet fogad és csak csatában vagy az eskü megszegése által halhat meg. Artemisz testvére Apolló juttatja el őket a Táborba, ahonnan Percy, Thália, Grover, Árnyék Zoé és Bianca elindulnak Annabeth keresésére. Útjuk során találkoznak Luke csapataival is és a villámtolvajjal is. Na meg persze a szerelem istennőjével, Aphroditéval. Majd ahogy a jóslatban szerepel, Bianca meghal. Végül eljutnak arra a helyre, ahol az ég és a föld találkozna, Árnyék Zoé réges-régi ,,otthonába". Itt lelnek Annabethre és a titán Atlaszra is, meg Artemisz istennőre, aki az eget tartja. Elkezdődik a harc és Percy átveszi Artemisztől az eget, amibe kis híján belehal, majd egy csellel átadják Atlasznak. Thália Luke-kal küzd, aki leesik a párkányról, azonban nem hal meg (Persze erről ők mit sem tudnak). Árnyék Zoé is a csata után belehal a sérüléseibe, Artemisz istennő pedig csillagképpé alakítja. Percyre vár a feladat, hogy elmondja Nicónak nővére halálhírét. A fiú dühös lesz Percyre, mert megígérte neki, hogy vigyázni fog Biancára. Megjelenik egy szörnyeteg, aki alatt Nico megnyitja a földet. Végül pedig kiderül, hogy Nico (és Bianca is) a Nagy Hármas egyik tagjának gyermeke, Hádésznak az Alvilág istenének.

### 4. rész: Csata a labirintusban
Percy az évet a Good középiskolában kezdi. Ebben az iskolában tanít anyja újdonsült barátja, Paul. Az iskolában találkozik Rachel Elisabet Dare-rel, akit a 3. részben ismert meg a Hoover gátnál. Találkozik két empuszával és el kell menekülnie az iskolából, miután felgyújtja. Találkozik Annabeth-tel, akivel a Félvér Táborba rohannak, ugyanis a lánynak át kell adnia egy fontos üzenetet Clarisse-nak. 
A táborban Annabeth magára hagyja, és miközben bóklászik, találkozik új vívótanárával, Quintussal és az ő pokolkutyájával, Mrs. O'learyvel. Időközben Grovernek meg kell jelennie a Párosujjú Patások Tanácsa előtt. A tanács mindössze egy hetet ad Grovernek, hogy megtalálja Pánt.
Percy, Annabeth, Grover és Tyson azt a feladatot kapják, hogy meg kell találniuk Daidaloszt, a labirintus készítőjét, ugyanis Luke és serege a táborban található egyik kijáraton akar megsemmisítő csapást mérni a félvérekre. A labirintusban változó falak, zsákutcák nehezítik az előrehaladást. Megjelenik Héra istennő, hogy segítséget nyújtson nekik.
Az első kijáratnál találkoznak az egyik százkarúval, Briareósszal, akit kiszabadítanak Kampé fogságából.
A második kijáratnál a Három G Farmra kerülnek, ahol Geryon fogadja őket. Itt találkoznak Nicóval.
A harmadik kijárat Héphaisztosz kovácsműhelye, ahol az istenek kovácsa felajánlja, hogy elmond mindent a labirintus készítőjéről, ha segítenek rájönni mi történt a Mount Saint Helens mélyén lévő műhelyével. Közben Grover megérzi Pán illatát és elindulnak Tysonnal.
Annabeth és Percy pedig elutaznak a hegyhez, ahol rájönnek, hogy Kronosz segítői a telekhinek ügyködnek. Percy majdnem felrobbantja a hegyet, aminek következtében Kalüpszó szigetére kerül. 
Percy miután a nimfa segítségével felépül, két hét elteltével visszatér a táborba, ahol Annabeth éppen a halotti leplét égeti el. 
Felkeresik Rachelt, aki átlát a ködön és képes vezetni őket a labirintusban.
Egy gladiátormérkőzésre kerülnek, aztán találkoznak Groverrel és Tysonnal, majd pedig eljutnak Pán lakhelyére, ahol az isten végleg megsemmisül.
Egy csata következik, amit a félvérek nyernek meg.
Percy a könyv végén hazamegy, ahol a szülinapján az apja is megjelenik és ültet egy virágot Kalüpszónak tett ígérete alapján.

### 5. rész: Az utolsó olimposzi
Percy és Beckendorf kísérletet tesznek az Androméda felrobbantására, ami sikerül is, de Beckendorf a hajóval együtt felrobban, Percy meg megsebesül. Apja palotájában ébred. Ókeánosz és az ősibb tengeri istenek Poszeidón próbálják legyőzni, Percynek viszont vissza kell térnie a Félvér-Táborba. Az istenek pedig Tüphónnal küzdenek, a helyzet egyre reménytelenebb, az Árész-csapat pedig nem hajlandó a csatában részt venni. Percy találkozik Nicóval és Mrs.O'learyvel árnyékutazással eljutnak Luke Castellan anyjához. May Castellan megőrült, így Percyék hamar távoznak. Végül Nico ráveszi Percyt, hogy lemenjen az Alvilágba, hogy sebezhetetlenséget szerezzen. Az Alvilág bejáratával szembeni Central parkban rátalálnak Groverre, aki Morpheusz álma alatt aludt, de Percyék felébresztik, és elkezdi a nimfákat és szatírokat hadba invitálni. Addig Percy és Nicó lemennek az Alvilágba, de Hádész bebörtönzi Percyt. Végül Nico kimenti, majd Percy megfürdik a Sztüxben, így sebezhetetlenné válva, kivéve egy hátán levő pontot. Legyőzi Hádész csontváz-seregét, Nicora rábízza, hogy meggyőzze apját, hogy az olimposziak mellett harcoljon. Ő és Mrs. O'leary visszatérnek New Yorkba, és ott találkoznak a félistenekkel. Minden hídra és alagútra egy-egy osztagot, bungalót küld Percy, és a Vadászok is besegítenek. Az Apolló bungalló által védett hídon Annabeth megmenti Percyt egy mérges tőrtől, ami a sebezhető pontját szúrta volna meg.
Annabeth-t Percy a pillanatnyi félvér-szállásra viszi, ahol ápolják a lányt. Percy elárulja a sebezhető pontjának helyét. Ezek után minden este támadnak Kronosz seregei, és egyre beljebb szorulnak Manhattan utcáiban. Végül a Buli-pónik is tiszteletüket teszik a harcban Kheirón vezetésével. Rachel egy helikopterrel érkezik, és elmondja Percyéknek, hogy egy drakón közeledik. ekkor megérkezik az Árész-bungaló, mivel csak Árész gyermekei tudják megölni a drakónt. Ám Silena öltözött be Clarissnek, így őt megöli a sárkány. Kiderül, hogy ő volt a kém. Clarisse megöli a drakónt. Végül Kronosz egészen az Empire State Buildingbe szorítja az olimposziakat. Kheirón megpróbálja megállítani, de Kronosz megsebesíti és felmegy az Olimposzra. Thália, Annabeth, Grover és Percy is utána mennek, de Tháliára egy Héra-szobor esik, így ő nem vesz részt a végső harcban. Ethan feláldozza magát, Poszeidón pedig vízalatti palotájának kárára, de legyőzi Tüphónt. Kronosz testében, Luke öntudatra ébred és feláldozza magát, hogy Kronosz elpusztuljon. Az istenek felajánlják Annabethnek, hogy újra építheti az Olimposzt. Percynek pedig, felajánlják, hogy isten legyen, de Annabeth miatt visszautasítja. Rachel lesz az Orákulum, és Percy megígérteti az istenekkel, hogy ismerjék el gyerekeiket, nehogy olyan eset legyen belőle mint Ethané. A Félvér-táborba egyre több félisten érkezik, és egyre több istennek épül bungaló.
|  | Itt a vége a cselekmény részletezésének! |

## Magyarul
- A villámtolvaj. Percy Jackson és az olimposziak. Első könyv; ford. Bozai Ágota; Könyvmolyképző, Szeged, 2008
- A szörnyek tengere. Percy Jackson és az Olimposziak. Második könyv; ford. Acsai Roland; Könyvmolyképző, Szeged, 2009
- A titán átka. Percy Jackson és az olimposziak; ford. Acsai Roland; Könyvmolyképző, Szeged, 2010
- Csata a labirintusban. Percy Jackson és az olimposziak; ford. Acsai Roland; Könyvmolyképző, Szeged, 2011
- Az utolsó olimposzi. Percy Jackson és az olimposziak; ford. Acsai Roland; Könyvmolyképző, Szeged, 2012